# Karsidan
Karsidan (em persa: كارسيدان, romanizada como Kārsīdān) é uma aldeia do distrito rural de Dehshal, situada no distrito central de Astaneh-ye Ashrafiyeh, na província de Gilan, no Irã. No censo de 2006, sua população era de 868, em 255 famílias.